# Eucamptodon robustus
Eucamptodon robustus là một loài rêu trong họ Dicnemonaceae. Loài này được E.B. Bartram E.B. Bartram mô tả khoa học đầu tiên năm 1959.